# Шеффілдські правила

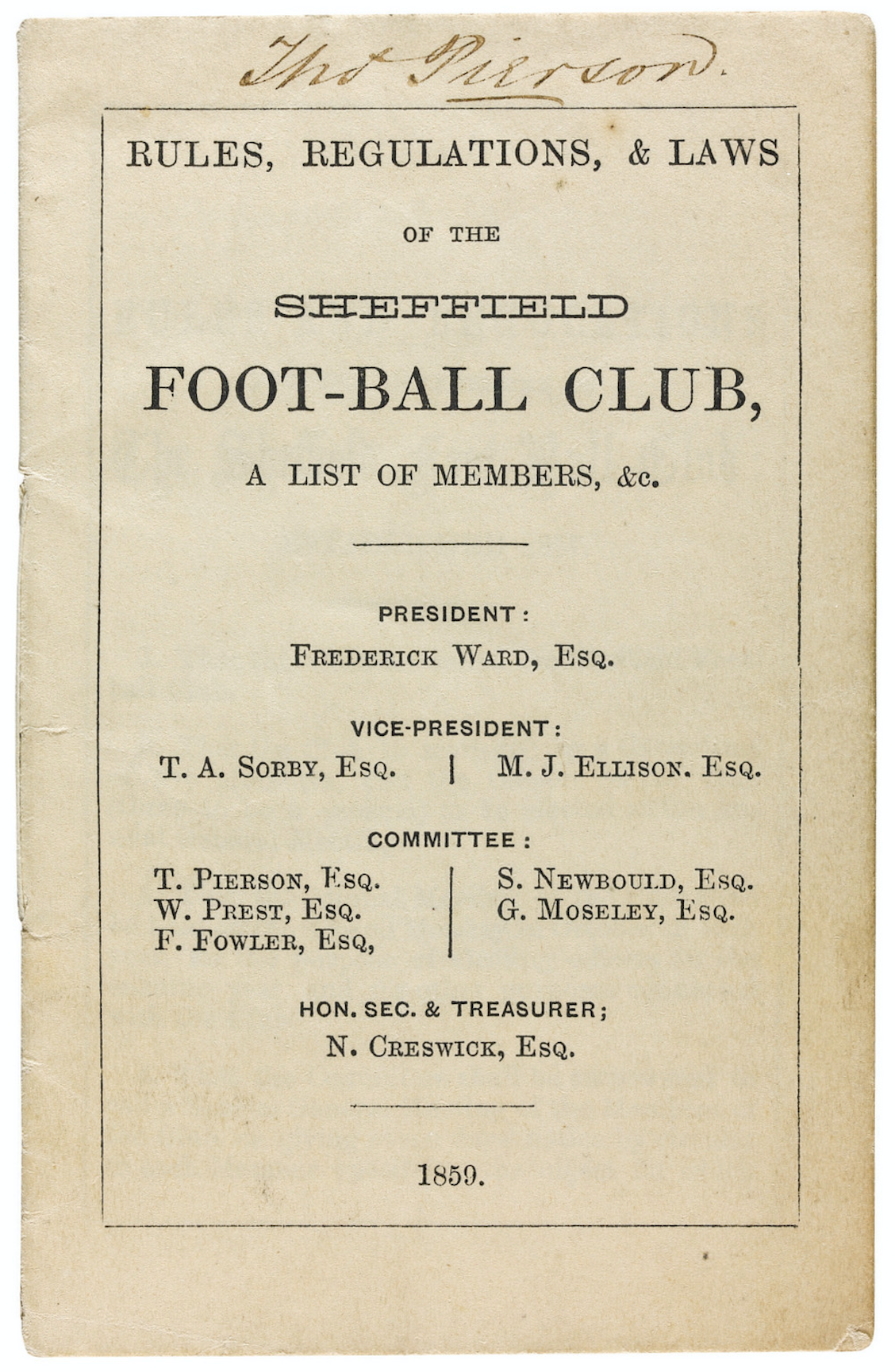
Титульний аркуш першого видання правил футбольного клубу «Шеффілд» (1859 р.)

Шеффілдські правила — футбольний кодекс, що діяв в англійському місті Шеффілд з 1857 по 1877 рік. Натаніель Кресвік та Вільям Прест розробили ці правила для використання новоствореним футбольним клубом «Шеффілд». Футбольна асоціація Шеффілда прийняла їх як офіційні після свого створення в 1867 році. Вони поширилися по всій півночі Англії та Мідленду, коли інші клуби та асоціації почали використовувати їх, ставши найпопулярнішими протягом 1860-х та 70-х років.
Через шість років після створення Шеффілдських правил вищий орган Англії, Футбольна асоціація (ФА), встановив свої власні правила. На них вплинули Шеффілдські правила, але суперечки щодо існування обох правил означали, що Шеффілдські правила залишаються чинними. За цей час у грі з'явилося багато правил. Також регулярно проводилися матчі між Шеффілдом та Лондоном за обома правилами. Це призвело до того, що в 1877 році було досягнуто домовленості про їх об'єднання в єдиний звід правил, який адмініструвався ФА.
Правила мали значний вплив на розвиток цього виду спорту. Серед іншого, були введені поняття штрафних ударів після фолів, кутових та вкидань. Те, що заборонялося ловити м'яч руками, означало, що по м'ячу били і головою. Також до перших матчів, зіграних за цими правилами, віднесено введення позицій воротаря та нападника. Шеффілдські правила використовувалися як у першому матчі між двома різними клубами, так і в першому матчі, зіграному в рамках змагань .

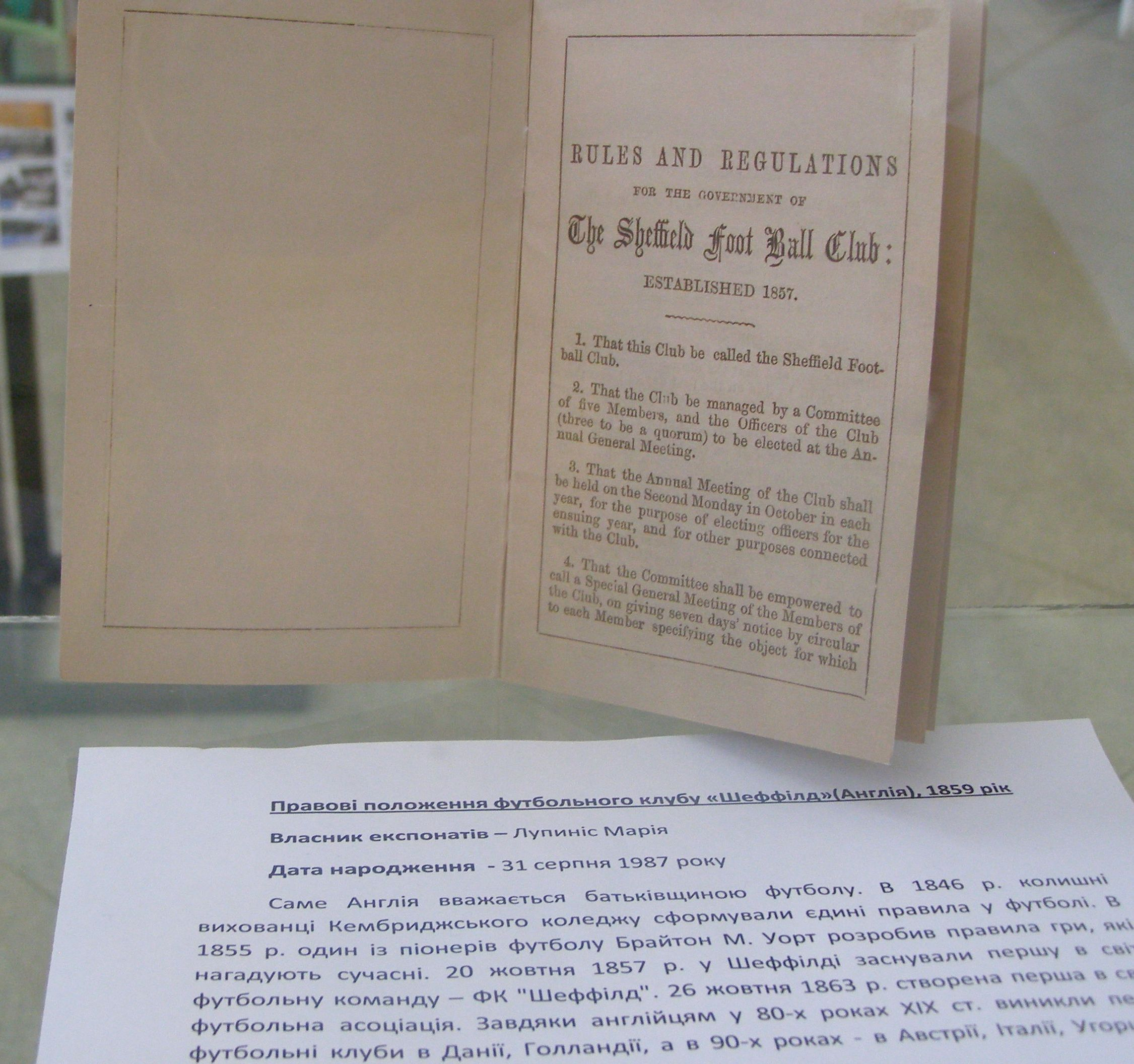
Перша редакція правил 1858 року.